# Alessandro Fusina
Alessandro Fusina (Siracusa, 5 aprile 1971) è un allenatore di pallamano ed ex pallamanista italiano, allenatore della Pallamano Oderzo.

## Carriera

### Giocatore

#### Club
Cresciuto nel vivaio biancoverde, nella stagione 1986-1987 va a farsi le ossa in prestito all'EOS Siracusa, formazione militante in Serie C, per poi rientrare visti i buoni numeri l'anno seguente nuovamente nell'Ortigia. Debutta in Serie A1 nel 1987, lo stesso anno vince il suo primo scudetto con la formazione siciliana. Si ripeterà l'anno successivo, inanellando con il club che lo lancia nel panorama pallamanistico ben 2 scudetti conditi da due coppe Italia (stagione 1995-96 e 1996-97). Impiegato nel ruolo di ala sinistra, diventa ben presto fra i più grandi giocatori italiani più forti del momento, attirando le sirene di grandi club. Così nella stagione 1997-1998 passa al Principe Trieste vincendo nella sua esperienza giuliana ben 3 scudetti e 3 coppe Italia. Successivamente passa al Conversano, altra importante realtà italiana che concorre alla vittoria finale. In terra pugliese vince 3 scudetti e 2 coppe Italia. Chiuderà la carriera nella sua città natale Siracusa, che rimasta orfana della gloriosa Ortigia fallita per problemi economici, è stata sostituita dall'Albatro Siracusa.
Fusina nel corso della sua carriera sportiva, ha messo a segno quasi duemila reti, diventando di fatto uno dei pallamanisti italiani più forte ed apprezzato di tutti i tempi.

#### Nazionale
Fusina fin da giovanissimo entra nell'orbita della nazionale Italiana, entrando in pianta stabile fra i titolari (colleziona ben 196 presenze in azzurro). In nazionale vince la medaglia d'argento ai Giochi del Mediterraneo disputati a Bari, ottiene un 11º posto ai Mondiali del 1997 miglior risultato mai raggiunto dalla selezione azzurra e partecipa all'Europeo del 1998.
Fatto curioso, in Nazionale giocò per molti anni insieme ai compagni di squadra Corrado Bronzo e Corrado Miglietta, anch'essi Siracusani, che nell'Ortigia Siracusa fecero insieme tutta la trafila dei campionati giovanili.

### Allenatore

#### Giovanili di Conversano e Siracusa
La prima esperienza da allenatore gli capita quando è ancora giocatore del Conversano. Gli viene affidata la panchina degli U21 con cui riesce a vincere il titolo nel 2005, mentre l'anno successivo vince il titolo U18. A fine marzo 2007, complice l'esonero dello spagnolo Bolea, prende le redini della prima squadra del Conversano, portandola fino al quarto posto finale. A fine anno lascia la panchina pugliese per tornare a giocare a Siracusa dove gli viene prospettata la possibilità di organizzare al meglio tutto il settore giovanile. 

#### Bozen
Nel 2012 lascia la Sicilia per accettare la proposta del Bolzano che gli affida la prima squadra. Questo risulterà per Fusina un anno d'oro, in quanto vincerà Scudetto, Coppa Italia, Supercoppa e Scudetto U18. Nel 2015 lascia la prima squadra dopo 2 scudetti, 2 Coppe Italia e una Supercoppa Italiana, per accettare il nuovo incarico affidatogli dalla società, diventando direttore tecnico del settore giovanile della squadra altoatesina. L'anno successivo torna ad allenare la prima squadra, sostituendo per la stagione 2016-2017 il tecnico Ljubo Flego, tornando ad allenare in Serie A1 a distanza di un solo anno, vincendo il suo terzo scudetto con la società altoatesina. 

#### Siena
A giugno 2018, accetta l'incarico di allenatore dell'Ego Handball Siena, con l'obiettivo di portare la grande pallamano nella piazza senese, dove questa disciplina manca da diversi anni.
Il 12 dicembre 2019 viene comunicata la rescissione consensuale del contratto che lo legava al club, lasciando la squadra prima in classifica con undici vittorie su tredici gare disputate.

#### Pressano e Secchia Rubiera
Il 20 gennaio 2020 viene ufficializzato l'accordo tra Fusina ed il Pressano. Dopo che a febbraio il Pressano era arrivato in semifinale di Coppa Italia, a marzo il campionato viene interrotto a causa della pandemia di COVID-19, con la squadra che chiude al settimo posto. I tre campionati successivi si concludono con posizioni di metà-alta classifica, senza però mai riuscire a centrare i playoff scudetto. Nel 2020-21 arriva un'altra semifinale di Coppa Italia. Al termine della stagione 2022-23 Fusina e il Pressano non rinnovano il contratto.
Dopo poco più di un mese, il Secchia Rubiera annuncia la firma di Fusina come allenatore. Il 21 febbraio viene esonerato, dopo aver ottenuto quattro risultati positivi in diciassette partite di campionato.

#### Oderzo
Il 30 aprile 2024 viene ufficializzato come nuovo allenatore della Mechanic System Oderzo, compagine impegnata nel girone B di Serie A2 femminile, in sostituzione dell'amico dimissionario Alessandro Cavallaro.

## Palmarès

### Giocatore

#### Club
- Campionato italiano di pallamano maschile: 8

Ortigia Siracusa: 1987-1988, 1988-1989
Principe Trieste: 1999-2000, 2000-2001, 2001-2002
Pallamano Conversano: 2002-2003, 2003-2004, 2005-2006
- Coppa Italia (pallamano maschile): 7

Ortigia Siracusa: 1995-1996, 1996-1997
Principe Trieste: 1998-1999, 2000-2001, 2001-2002
Pallamano Conversano: 2002-2003, 2005-2006

#### Nazionale
- Giochi del Mediterraneo

Bari 1997: 

### Allenatore

#### Club
- Campionato italiano di pallamano maschile: 3

Bozen: 2012-2013, 2014-2015, 2016-2017
- Coppa Italia (pallamano maschile): 2

Bozen: 2012-2013, 2014-2015
- Supercoppa italiana (pallamano maschile): 2

Bozen: 2012, 2017

## Statistiche

### Statistiche da allenatore
Statistiche aggiornate al 15 dicembre 2024.
In grassetto le competizioni vinte.
| Stagione             | Squadra         | Campionato      | Campionato | Campionato | Campionato | Campionato | Coppe nazionali | Coppe nazionali | Coppe nazionali | Coppe nazionali | Coppe nazionali | Coppe continentali | Coppe continentali | Coppe continentali | Coppe continentali | Coppe continentali | Altre coppe | Altre coppe | Altre coppe | Altre coppe | Altre coppe | Totale | Totale | Totale | Totale | % Vittorie | Piazzamento         |
| Stagione             | Squadra         | Comp            | G          | V          | N          | P          | Comp            | G               | V               | N               | P               | Comp               | G                  | V                  | N                  | P                  | Comp        | G           | V           | N           | P           | G      | V      | N      | P      | %          | Piazzamento         |
| -------------------- | --------------- | --------------- | ---------- | ---------- | ---------- | ---------- | --------------- | --------------- | --------------- | --------------- | --------------- | ------------------ | ------------------ | ------------------ | ------------------ | ------------------ | ----------- | ----------- | ----------- | ----------- | ----------- | ------ | ------ | ------ | ------ | ---------- | ------------------- |
| 2012-2013            | Bozen           | A               | 18+6       | 18+4       | 0          | 0+2        | CI              | 2               | 2               | 0               | 0               | CL+EHFCup          | 2+2                | 0                  | 0                  | 2+2                | SI          | 1           | 1           | 0           | 0           | 31     | 25     | 0      | 6      | 80,65      | 1º posto            |
| 2013-2014            | Bozen           | A               | 16+6       | 15+4       | 0          | 1+2        | CI              | 3               | 2               | 0               | 1               | -                  | -                  | -                  | -                  | -                  | -           | -           | -           | -           | -           | 25     | 21     | 0      | 4      | 84,00      | Finale scudetto     |
| 2014-2015            | Bozen           | A               | 16+6       | 15+5       | 0          | 1+1        | CI              | 3               | 3               | 0               | 0               | EHFCup             | 2                  | 0                  | 1                  | 1                  | -           | -           | -           | -           | -           | 27     | 23     | 1      | 3      | 85,19      | 1º posto            |
| 2016-2017            | Bozen           | A               | 18+6       | 17+3       | 0          | 1+3        | CI              | 3               | 2               | 0               | 1               | -                  | -                  | -                  | -                  | -                  | SI          | 1           | 0           | 0           | 1           | 28     | 22     | 0      | 6      | 78,57      | 1º posto            |
| 2017-2018            | Bozen           | A               | 18+12      | 16+7       | 1+1        | 1+4        | CI              | 3               | 1               | 1               | 1               | EHFCup             | 2                  | 1                  | 0                  | 1                  | SI          | 1           | 1           | 0           | 0           | 36     | 26     | 3      | 7      | 72,22      | Semifinale scudetto |
| Totale Bozen         | Totale Bozen    | Totale Bozen    | 122        | 104        | 2          | 16         |                 | 14              | 10              | 1               | 3               |                    | 8                  | 1                  | 1                  | 6                  |             | 3           | 2           | 0           | 1           | 147    | 117    | 4      | 26     | 79,59      |                     |
| 2018-2019            | Siena           | A               | 26         | 8          | 4          | 14         | -               | -               | -               | -               | -               | -                  | -                  | -                  | -                  | -                  | -           | -           | -           | -           | -           | 26     | 8      | 4      | 14     | 30,77      | 8º posto            |
| ago. 2019- dic. 2019 | Siena           | A               | 14         | 12         | 0          | 2          | -               | -               | -               | -               | -               | -                  | -                  | -                  | -                  | -                  | -           | -           | -           | -           | -           | 14     | 12     | 0      | 2      | 85,71      | Dimissioni          |
| Totale Siena         | Totale Siena    | Totale Siena    | 40         | 20         | 4          | 16         |                 | -               | -               | -               | -               |                    | -                  | -                  | -                  | -                  |             | -           | -           | 0           | -           | 40     | 20     | 4      | 16     | 50,00      |                     |
| gen. 2020- giu. 2020 | Pressano        | A               | 6          | 3          | 0          | 3          | CI              | 3               | 1               | 0               | 2               | -                  | -                  | -                  | -                  | -                  | -           | -           | -           | -           | -           | 9      | 4      | 0      | 5      | 44,44      | 7º posto            |
| 2020-2021            | Pressano        | A               | 28         | 14         | 1          | 13         | CI              | 3               | 1               | 1               | 1               | -                  | -                  | -                  | -                  | -                  | -           | -           | -           | -           | -           | 31     | 15     | 2      | 14     | 48,39      | 7º posto            |
| 2021-2022            | Pressano        | A               | 24         | 13         | 1          | 10         | CI              | 1               | 0               | 1               | 0               | -                  | -                  | -                  | -                  | -                  | -           | -           | -           | -           | -           | 25     | 13     | 2      | 10     | 52,00      | 5º posto            |
| 2022-2023            | Pressano        | A               | 26         | 15         | 1          | 10         | CI              | 1               | 0               | 0               | 1               | -                  | -                  | -                  | -                  | -                  | -           | -           | -           | -           | -           | 27     | 15     | 1      | 11     | 55,56      | 6º posto            |
| Totale Pressano      | Totale Pressano | Totale Pressano | 84         | 45         | 3          | 36         |                 | 8               | 2               | 2               | 4               |                    | -                  | -                  | -                  | -                  |             | -           | -           | -           | -           | 92     | 47     | 5      | 40     | 51,09      |                     |
| 2023-2024            | Secchia Rubiera | A               | 17         | 3          | 1          | 13         | -               | -               | -               | -               | -               | -                  | -                  | -                  | -                  | -                  | -           | -           | -           | -           | -           | 17     | 3      | 1      | 13     | 17,65      | Esonerato           |
| 2024-2025            | Oderzo          | A2              | 6          | 1          | 1          | 4          | -               | -               | -               | -               | -               | -                  | -                  | -                  | -                  | -                  | -           | -           | -           | -           | -           | 6      | 1      | 1      | 4      | 16,67      | in corso            |
| Totale carriera      | Totale carriera | Totale carriera | 269        | 173        | 11         | 85         |                 | 22              | 12              | 3               | 1               |                    | 8                  | 1                  | 1                  | 6                  |             | 3           | 2           | 0           | 1           | 299    | 189    | 15     | 98     | 63,21      |                     |